# Swingking
Swingking is een nummer van de Nederlandse zanger Erik Mesie uit 1986. Het is de eerste single van zijn titelloze eerste soloalbum.
Het nummer was minder succesvol dan de vorige single Zonder jou. Waar de voorganger een 8e notering bereikte in de Nederlandse Top 40, kwam "Swingking" slechts tot de 12e positie in de Tipparade.

## Tracklijst
7"
1. "Swingking" - 4:13
2. "Liefde" - 3:32